# VRT Canvas
Pour les articles homonymes, voir Canvas.
VRT Canvas est une chaîne de télévision publique culturelle et sportive de la Communauté flamande de Belgique, diffusée sur le deuxième canal de télévision (VRT 2) du groupe public Vlaamse Radio- en Televisieomroep (VRT).

## Histoire
VRT Canvas est lancée le 1er décembre 1997 pour succéder à BRTN2 en canal partagé avec la chaîne pour enfant Ketnet qui émet jusqu'à 20 heures. Canvas veut cultiver et instruire. Ses émissions visent donc une importante minorité de la population qui attend de la télévision un autre niveau de valeur et d'enrichissement.
Le 1er mai 2012, la chaîne émet désormais dès 14 heures à la suite du déplacement de Ketnet sur un autre canal partagé avec Op 12, nouvellement créée.

## Organisation

### Dirigeants
Directeur des programmes
- Bart De Poot

## Programmes
Canvas diffuse essentiellement des programmes culturels, dont beaucoup de programmes britanniques, et du sport, surtout le week-end, dans le cadre de Sporza.

## Audiences

### Audience globale
Source : Centre d'Information sur les Médias.
| Année | Part de marché |
| ----- | -------------- |
| 2011  | 8,4 %          |
| 2012  | 8,92 %         |
| 2013  | 7,6 %          |
| 2014  | 8,91 %         |
| 2015  | 5 %            |
| 2016  | 5,18 %         |
| 2017  | 5,38 %         |
| 2018  | 5,52 %         |

Avec une audience moyenne de 5,52 % de part de marché en 2018, Canvas est la quatrième chaîne la plus regardée en Région flamande, derrière Één, VTM et VIER.

### Records d'audience
Le 1er juillet 2014, Canvas réalise un record d'audience en diffusant le match de Coupe du monde de football Belgique/États-Unis avec 2 372 756 téléspectateurs qui ont regardé la rencontre, soit 84,06 % de part de marché. Ce résultat en fait la meilleure audience de la télévision flamande — et de Belgique — depuis le début des mesures en 1997.

### Top 16 des programmes les plus regardés
|    | Programme                                                   | Date       | Nombre de téléspectateurs | Part de marché |
| -- | ----------------------------------------------------------- | ---------- | ------------------------- | -------------- |
| 1  | Football : Coupe du Monde : Belgique/États-Unis             | 01/07/2014 | 2 372 756                 | 84,06 %        |
| 2  | Football : Coupe du Monde : Corée du Sud/Belgique           | 26/06/2014 | 2 276 672                 | 81,20 %        |
| 3  | Football : Coupe du Monde : Belgique/Algérie                | 17/06/2014 | 2 193 395                 | 79,12 %        |
| 4  | Football : Coupe du Monde : Belgique/Russie                 | 22/06/2014 | 2 192 526                 | 80,34 %        |
| 5  | Football : Coupe du Monde : Pays-Bas/Belgique               | 13/06/1998 | 1 980 000                 | 74,2 %         |
| 6  | Football : Coupe du Monde : Argentine/Belgique              | 05/07/2014 | 1 938 618                 | 83,05 %        |
| 7  | Football : Coupe du Monde : Allemagne/Argentine             | 13/07/2014 | 1 890 350                 | 68,60 %        |
| 8  | Football : Coupe du Monde : Pays-Bas/Espagne                | 11/07/2010 | 1 637 400                 | 67,8 %         |
| 9  | Cyclocross : Championnats du monde : Coxyde                 | 29/01/2012 | 1 512 300                 | 76,8 %         |
| 10 | Football : Coupe du Monde : Brésil/France                   | 12/07/1998 | 1 468 700                 | 58,6 %         |
| 11 | Football : Coupe du Monde : Analyses d'après-match          | 13/06/1998 | 1 413 500                 | 67,2 %         |
| 12 | Football : Coupe du Monde : Pays-Bas/Argentine              | 09/07/2014 | 1 386 446                 | 68,31 %        |
| 13 | Football : Coupe du Monde : Belgique/Mexique                | 20/06/1998 | 1 381 200                 | 78,5 %         |
| 14 | Football : Championnat d'Europe : Espagne/Italie (Mi-temps) | 01/07/2012 | 1 366 400                 | 62,28 %        |
| 15 | Football : Coupe du Monde : Belgique/Corée du Sud           | 25/06/1998 | 1 366 200                 | 84,9 %         |
| 16 | Football : Championnat d'Europe : Espagne/Italie            | 01/07/2012 | 1 360 800                 | 53,2 %         |

Audiences depuis 1997. Tous les téléspectateurs de 4 ans et plus, plus d'éventuels invités. Durée des programmes supérieure à 15 minutes.

### Top 10 des programmes les plus regardés par année

#### 2013
|    | Programme                                                            | Date       | Nombre de téléspectateurs | Part de marché |
| -- | -------------------------------------------------------------------- | ---------- | ------------------------- | -------------- |
| 1  | Football : Qualification pour la Coupe du Monde : Belgique/Macédoine | 23/06/2013 | 1 286 689                 | 46,8 %         |
| 2  | Cyclocross : Championnats de Belgique : Mol                          | 13/01/2013 | 1 172 396                 | 73,6 %         |
| 3  | Cyclisme : Gand-Wevelgem                                             | 24/03/2013 | 1 084 892                 | 67,7 %         |
| 4  | Cyclisme : Tour des Flandres                                         | 31/03/2013 | 1 068 600                 | 69,7 %         |
| 5  | Football : Match amical : Belgique/Colombie                          | 14/11/2013 | 1 019 526                 | 41,6 %         |
| 6  | Football : Coupe de Belgique : Genk/Cercle Bruges                    | 09/05/2013 | 1 000 326                 | 38,5 %         |
| 7  | Football : Match amical : Belgique/Japon                             | 19/11/2013 | 997 931                   | 36,9 %         |
| 8  | Cyclocross : Coupe du Monde : Rome                                   | 06/01/2013 | 918 431                   | 61,2 %         |
| 9  | Cyclisme : Coupe de Belgique : La-Roche-en-Ardenne                   | 23/06/2013 | 886 744                   | 65,5 %         |
| 10 | Cyclocross : Championnats du monde : Hoogerheide                     | 20/01/2013 | 882 968                   | 53,8 %         |

Tous les téléspectateurs de 4 ans et plus, plus d'éventuels invités. Durée des programmes supérieure à 15 minutes.

#### 2012
|    | Programme                                                          | Date       | Nombre de téléspectateurs | Part de marché |
| -- | ------------------------------------------------------------------ | ---------- | ------------------------- | -------------- |
| 1  | Cyclocross : Championnats du monde : Coxyde                        | 29/01/2012 | 1 512 261                 | 76,8 %         |
| 2  | Football : Championnat d'Europe : Espagne/Italie (Mi-temps)        | 01/07/2012 | 1 366 373                 | 53,4 %         |
| 3  | Football : Championnat d'Europe : Portugal/Italie                  | 01/07/2012 | 1 360 794                 | 53,2 %         |
| 4  | Football : Qualification pour la Coupe du Monde : Belgique/Ecosse  | 16/10/2012 | 1 246 971                 | 40,8 %         |
| 5  | Football : Championnat d'Europe : Portugal/Pays-Bas (Mi-temps)     | 17/06/2012 | 1 190 304                 | 46,4 %         |
| 6  | Football : Championnat d'Europe : Pays-Bas/Allemagne               | 13/06/2012 | 1 174 551                 | 44 %           |
| 7  | Football : Qualification pour la Coupe du Monde : Belgique/Croatie | 11/09/2012 | 1 151 020                 | 42,6 %         |
| 8  | Football : Championnat d'Europe : Portugal/Pays-Bas                | 17/06/2012 | 1 140 836                 | 45,8 %         |
| 9  | Football : Championnat d'Europe : Pays-Bas/Allemagne (Mi-temps)    | 13/06/2012 | 1 140 567                 | 42 %           |
| 10 | Cyclisme : Paris-Roubaix                                           | 08/04/2012 | 1 098 480                 | 72,1 %         |

Tous les téléspectateurs de 4 ans et plus, plus d'éventuels invités. Durée des programmes supérieure à 15 minutes.

#### 2011
|    | Programme                                                                    | Date       | Nombre de téléspectateurs | Part de marché |
| -- | ---------------------------------------------------------------------------- | ---------- | ------------------------- | -------------- |
| 1  | Cyclisme : Tour des Flandres                                                 | 03/04/2011 | 1 189 825                 | 72,1 %         |
| 2  | Football : Qualification pour le Championnat d'Europe : Belgique/Turquie     | 03/06/2011 | 1 131 948                 | 52,8 %         |
| 3  | Football : Qualification pour le Championnat d'Europe : Belgique/Azerbaïdjan | 29/03/2011 | 1 030 990                 | 39,5 %         |
| 4  | Cyclocross : Championnats du Monde : Sankt Wendel                            | 30/01/2011 | 952 278                   | 65,2 %         |
| 5  | Football : Qualification pour le Championnat d'Europe : Allemagne/Belgique   | 11/10/2011 | 931 977                   | 35,9 %         |
| 6  | Football : Qualification pour le Championnat d'Europe : Belgique/Kazakhstan  | 07/10/2011 | 821 018                   | 33,3 %         |
| 7  | Cyclocross : Namur                                                           | 18/12/2011 | 802 883                   | 62,6 %         |
| 8  | Football : Qualification pour le Championnat d'Europe : Autriche/Belgique    | 25/03/2011 | 735 377                   | 28,3 %         |
| 9  | Cyclocross : Overijse                                                        | 11/12/2011 | 732 043                   | 61,9 %         |
| 10 | Cyclisme : Paris-Roubaix                                                     | 10/04/2011 | 689 405                   | 70,1 %         |

Tous les téléspectateurs de 4 ans et plus, plus d'éventuels invités. Durée des programmes supérieure à 15 minutes.

## Identité visuelle (logo)

Logo de Canvas du 1997 à 2008
Logo de Canvas du 2008 à 2015
Logo de Canvas du 2015 à 2020
Logo de Canvas du 2020 à 2023